# Hamid ibn al-Abbas
Hamid ibn al-Abbas (arab. ‏حامد بن العباس‎; ur. 837 w Chorasanie - zm. 923) – urzędnik Kalifatu Abbasydzkiego, który pełnił funkcję wezyra w latach 918-923.

## Biografia
Hamid urodził się w Chorasanie i pochodził z biednej rodziny. Na utrzymanie zarabiał pieniądze poprzez sprzedaż wody, daktyli i granatów. Mimo to udało mu się, dzięki nieznanym sposobom, stać się niezwykle bogatym człowiekiem. Dzięki temu uzyskał kontrakt na pobieranie podatków za uprawę w prowincjach Fars i Wasit.
W trakcie pobytu w Watsi, Hamid wdał się w konflikt z wezyrem Abu’l-Hasan Ali ibn al-Furatem. Popadłszy w ściekłość, zaczął spiskować przeciwko ibn al-Furatowi. Hamid zaczął nawiązywać kontakt z matką kalifa Al-Muktadira Shaghab, wręczając jej prezenty i wspominając o swoim sprzeciwie wobec ibn al-Furata.
W tym samym czasie w Bagdadzie i okolicach wszczęła się rebelia, na której czele stał Jusuf ibn Abi’l-Sadża i która doprowadziła do odwołania ze stanowiska wezyra ibn al-Furata. Na jego miejsce mianowano Hamida. Szybko okazało się, że nie nadaje się on na to stanowisko: miał osiemdziesiąt lat, był wyobcowany politycznym establishmencie Abbasydów i zupełnie nieświadomy wewnętrznych mechanizmów biurokracji Abbasydów oraz dworskiej etykiety. W rezultacie został nakłoniony przez kalifa i pozostałych dworzan do uwolnienia byłego wezyra, Alego ibn Isa ibn al-Dżarrah i przyjęcia go jako następcy.
Pomiędzy dwoma wezyrami szybko rozwinęła się zacięta rywalizacja. Wymanewrowany przez swojego zastępcę, Hamid poprosił o pozwolenie na wycofanie się do Wasit, które zostało mu udzielone. Pozostał nominalnie wezyrem do 7 sierpnia 923 roku.